# 赫爾辛基動物園
赫爾辛基動物園, 或称高岛動物園（芬蘭語：Korkeasaaren eläintarha），是位於芬蘭赫爾辛基的一座動物園，也是芬蘭規模最大的動物園。赫爾辛基動物園位於一座面積22公頃（54英畝）的名叫高岛（Korkeasaari）的島上。赫爾辛基動物園飼養有約200種動物和約1000種植物，是赫爾辛基遊客最多的景點之一。赫爾辛基動物園開園於1889年。

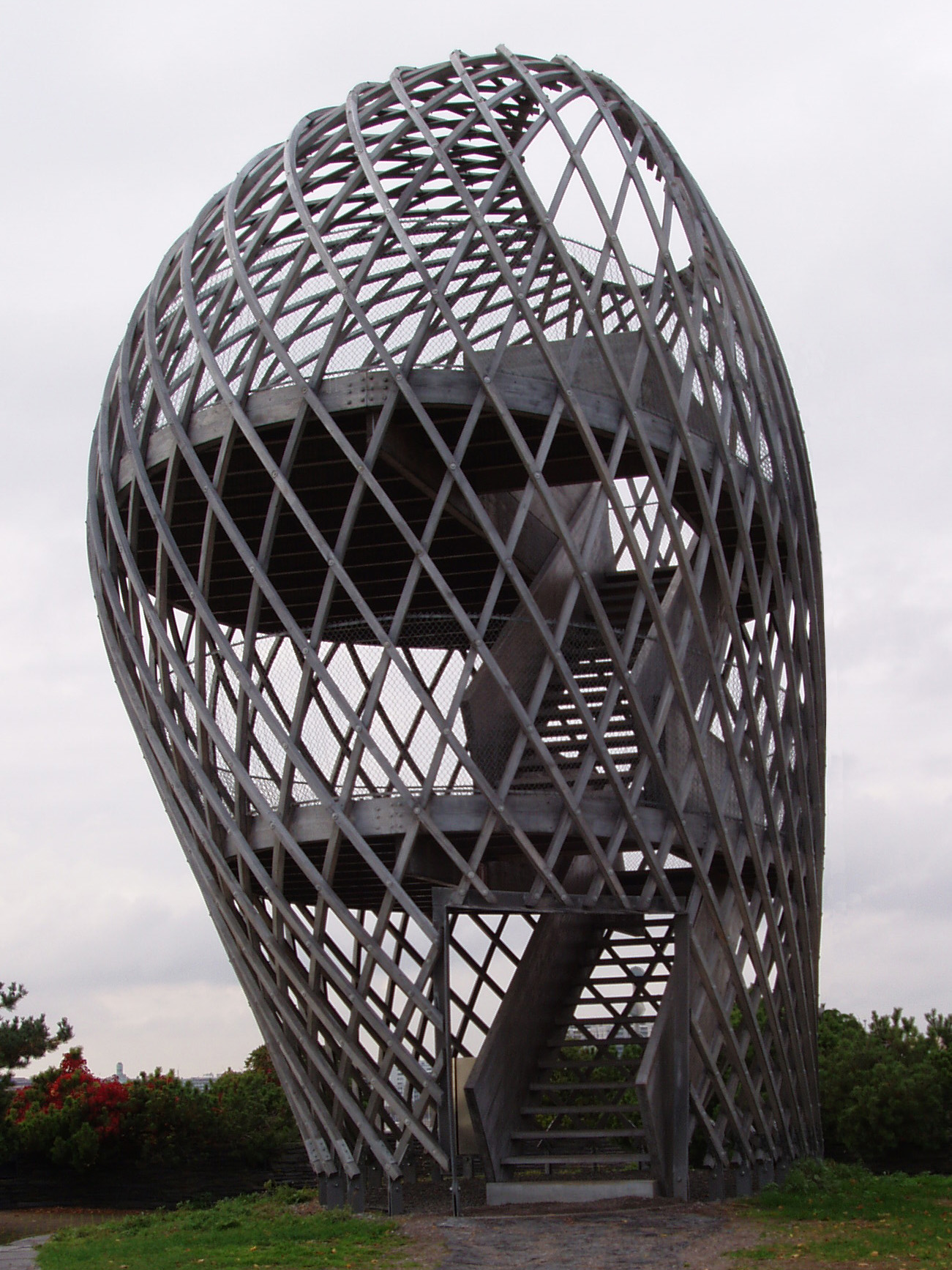
岛上的观景台